# Paul Héger
Pour les articles homonymes, voir Heger.
Paul Marie François Xavier Héger est un biologiste belge, né le 13 décembre 1846 à Bruxelles, où il est mort le 8 novembre 1925. Il s'est fait connaître pour son partenariat avec le chimiste Ernest Solvay dans le développement du procédé Solvay. Avec Solvay, il a contribué de manière significative à la création du parc Léopold et a joué un rôle clé dans la fondation de l'Institut Solvay de physiologie et de l'Institut de sociologie.

## Biographie

### Parcours familial
Paul Marie François Xavier Heger (officiellement mais écrit Héger par son père), né à Bruxelles est le fils de Constantin Héger, enseignant à Bruxelles, et de sa seconde épouse Claire Zoë Parent, directrice d'un pensionnat pour jeunes filles.
Il épouse à Ixelles en 1875 Léonie Van Mons. Ils auront trois enfants, Marthe, née en 1876 qui épousa en 1899 Victor Pechère, Fernand né en 1878 qui épousa en 1905 Simone Gilbert, et Simone née en 1881 qui épousa en 1903 Lucien Beckers.
Il est le grand-père de l'architecte de jardins et paysagiste René Pechère.
Par ailleurs, il est l'oncle de Marie Picard, la femme d'Antoine Depage.
Paul Héger meurt inopinément en 1925, renversé par une voiture.

### Formation et carrière
Paul Héger s'inscrit à la Faculté des Sciences de l'Université libre de Bruxelles en 1864. Il est reçu Docteur en Médecine en 1871 et part prolonger sa formation à Vienne, puis à Leipzig où il travaille en laboratoire. De retour à Bruxelles, il donne des cours de physiologie et monte son premier laboratoire. En 1889, il devient directeur de l'Institut de recherches Solvay. Il est vice-président de l'ULB pendant la première guerre et Président jusqu'en 1924. Membre de l'Académie Royale de Médecine, il tente de modifier en profondeur l'enseignement de la médecine — jusque-là essentiellement dogmatique — pour le substituer par un enseignement plus expérimental : il remplace l'explication par l'expérimentation. Cette méthode remporte un grand succès auprès de ses étudiants, mais pas seulement puisque d'autres personnes comme Hector Denis, Eugène Goblet d'Alviella ou Paul Janson, se déplacent pour assister à ses cours.
Il dirige l’institut de physiologie Solvay au Parc Léopold à partir de 1895 et fonde la publication des Archives internationales de physiologie en 1904.
En tant que directeur de l'Institut Solvay, il a collaboré avec Hendrik Lorentz, qui a remporté le Prix Nobel de physique en 1902 aux côtés de Pieter Zeeman pour avoir fourni une explication théorique de l'effet Zeeman, afin d'établir les lignes directrices de l'Institut de physique. Il s'est également associé à Solvay pour créer l'entreprise Solvay et organiser les conférences Solvay. Ces conférences, lancées en 1911, étaient des rassemblements scientifiques pionniers qui réunissaient les plus grands penseurs de la physique et de la chimie pour aborder des questions scientifiques fondamentales. La première conférence Solvay, qui avait pour thème « Le rayonnement et les quanta », s'est concentrée sur les débuts de la théorie quantique et a réuni d'éminents scientifiques tels qu'Albert Einstein, Marie Curie, Max Planck, Hendrik Lorentz et Niels Bohr. Les contributions de M. Heger ont été déterminantes dans la gestion de la gouvernance et du financement des futures conférences Solvay, dans la supervision du processus de sélection des participants et dans l'élaboration d'une vision à long terme visant à établir une communauté scientifique internationale permanente.
Heger a joué un rôle essentiel dans l'encadrement de nombreux scientifiques de renom, notamment Jules Bordet, immunologiste réputé qui a reçu le Prix Nobel de physiologie ou médecine en 1919 pour ses recherches révolutionnaires sur la bactérie Bordetella. En hommage à leur contribution, la rue Héger-Bordet à Bruxelles porte les noms de Heger et de Bordet. En outre, Heger entretenait une relation étroite avec le zoologiste Ilya Ilitch Metchnikov, célèbre pour sa découverte de la phagocytose, et il a contribué à proposer la candidature de Metchnikov pour le prix Nobel de 1908.

### Hommages
- L'avenue principale du campus du Solbosch de l'Université libre de Bruxelles et située sur les territoires de Bruxelles-ville et d'Ixelles porte son nom ;
- la rue Héger-Bordet le long de l'institut Jules Bordet à Bruxelles associe le maître (Paul Héger) à son élève (Jules Bordet)